# Bosc Comunal de Conat
El Bosc Comunal de Conat és un bosc de domini públic del terme comunal de Conat, a la comarca del Conflent, de la Catalunya del Nord.
El bosc, de 311 hectàrees d'extensió, és situat al sud del terme comunal, al sud-oest del poble de Conat. Forma part de la Reserva Natural de Conat.
El bosc està sotmès a una explotació gestionada pel comú de Conat. Té el codi identificador de l'ONF (Office National des Forêts) F16240P.